# Hôtel des Monnaies (stație de metrou din Bruxelles)
fr  Hôtel des Monnaies / nl  Munthof  este o stație de metrou situată la limita administrativă dintre comunele Bruxelles și Saint-Gilles, în Regiunea Capitalei Bruxelles din Belgia, sub centura mică a orașului. 

## Istoric
Stația a fost deschisă pe 2 octombrie 1988, odată cu inaugurarea liniei 2 a centurii mici între Simonis și Gare du Midi, înființată după convertirea în metrou a mai multor stații de premetrou. După restructurarea, în 2009, a rețelei de metrou, prin Hôtel des Monnaies / Munthof circulă zilnic ramele liniilor 2 și 6. 
Stația poartă numele fostei monetării a Belgiei, l'Hôtel des Monnaies / Munthof, situată pe strada Rue de l'Hôtel des Monnaies / Munthofstraat și unde se băteau monedele până în anii 1970. Totuși, clădirea aproape că nu mai există astăzi, fiind în mare parte demolată în 1979.

## Caracteristici
Stația de metrou se găsește în apropierea Spitalului Universitar Saint-Pierre / Sint-Pieter și este prevăzută cu două peroane laterale, cele două linii fiind dispuse între peroane. La suprafață există stații deservite de autobuze ale companiilor De Lijn și TEC. 
În 1982, în timpul lucrărilor de construcție a tunelului dintre stațiile Hôtel des Monnaies / Munthof și Porte de Hal / Hallepoort au fost descoperite porțiuni din secolele XVI–XVII ale vechiului zid al cetății orașului, îngropate la peste 10 m adâncime față de suprafață. Unele fragmente ale acestor fortificații au fost încastrate ca decorațiuni pe pereții stației Hôtel des Monnaies / Munthof, în dreptul peronului spre direcțiile Roi Baudouin și Simonis.

## Legături

### Linii de metrou ale STIB
- 2 Simonis – Elisabeth
- 6 Roi Baudouin / Koning Boudewijn – Elisabeth

### Linii de autobuz aleDe Lijn
- 136 Grand-Bigard / Groot-Bijgaarden – Alsemberg
- 137 Alsemberg – Dilbeek

### Linii de autobuz ale TEC
- 365a Bruxelles / Brussel – Charleroi
- W Bruxelles / Brussel – Waterloo – Braine-l'Alleud

## Locuri importante în proximitatea stației
- Institutul Jules Bordet;
- Spitalul Saint-Pierre / Sint-Pieter din Bruxelles;

## Galerie de imagini

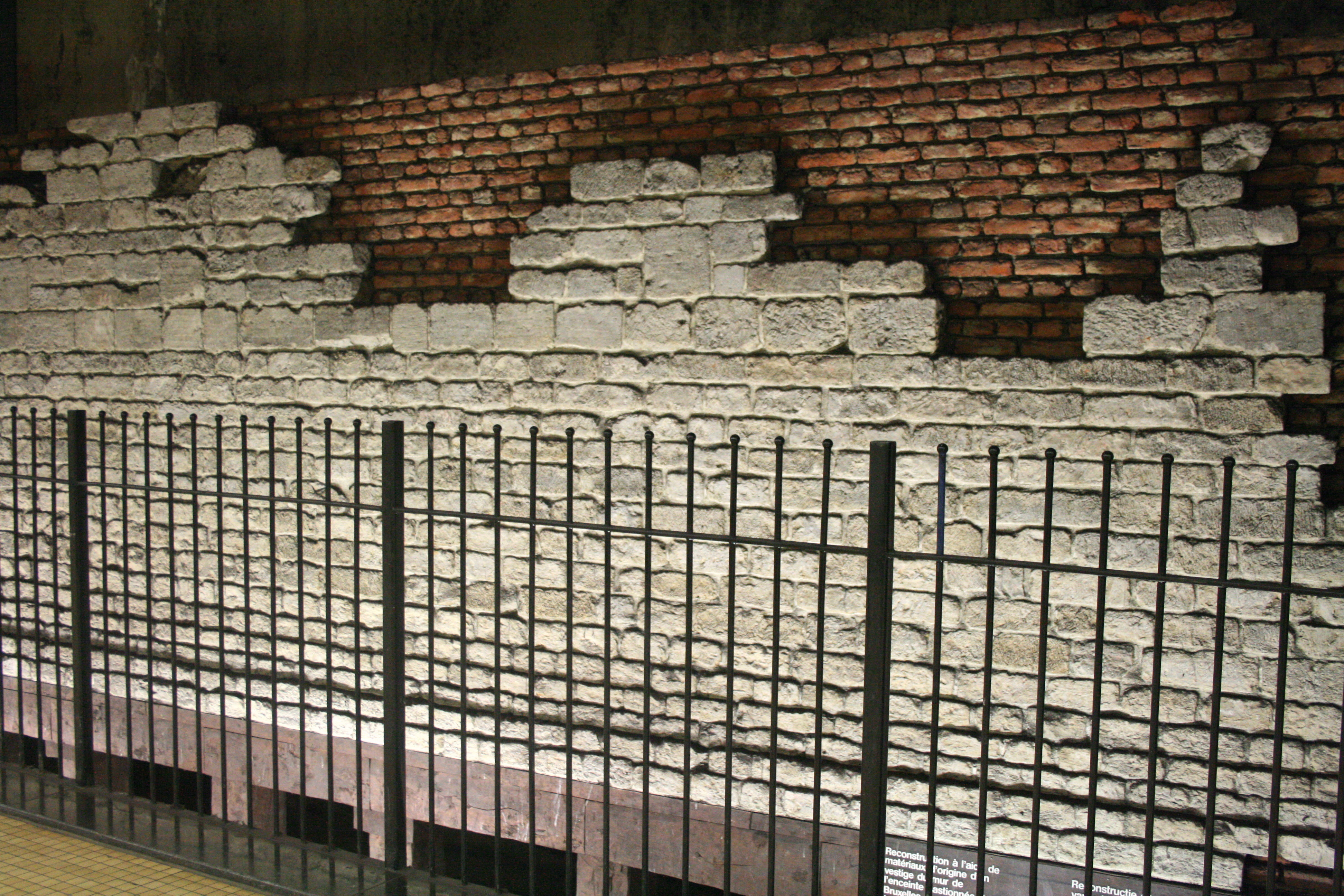
Porțiune din vechiul zid al orașului încorporată în peretele stației.
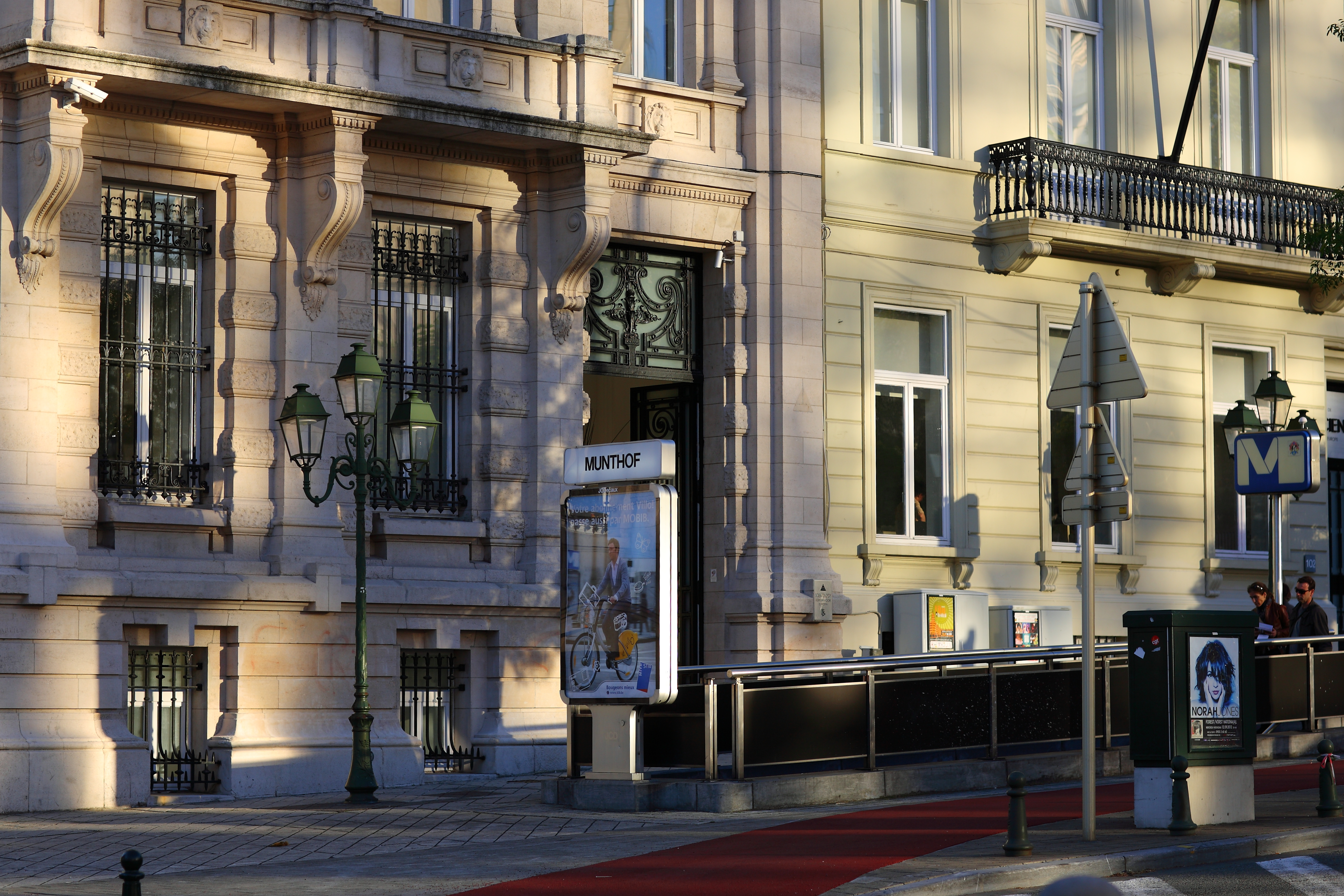
Intrarea în stație.